# Cuenca de Benchijigua-Guarimiar
Cuenca de Benchijigua-Guarimiar este o arie protejată (arie specială de conservare — SAC, sit de importanță comunitară — SCI) din Spania întinsă pe o suprafață de 1.341,4 ha, integral pe uscat.

## Localizare
Centrul sitului Cuenca de Benchijigua-Guarimiar este situat la coordonatele 28°04′21″N 17°13′09″W / 28.0726°N 17.2193°V.

## Înființare
Situl Cuenca de Benchijigua-Guarimiar a fost declarat sit de importanță comunitară în octombrie 1999 pentru a proteja 4 specii de plante. Situl a fost protejat și ca arie specială de conservare în ianuarie 2010.

## Biodiversitate
Situată în ecoregiunea , aria protejată conține 6 habitate naturale: Păduri de pin endemic canariene, Pante stâncoase silicioase cu vegetație casmofită, Tufărișuri termo-mediteraneene și de pre-deșert, Păduri de Olea și Ceratonia, Plantații de palmieri Phoenix, Păduri endemice cu Juniperus spp..
La baza desemnării sitului se află mai multe specii protejate de  plante (4): Aeonium saundersii, Anagyris latifolia, Ceropegia dichotoma subsp. krainzii, Limonium dendroides.